# Юморески (Дворжак)
Юморески (чеш. Humoresky), опус 101, B. 187 ― цикл пьес для фортепиано чешского композитора Антонина Дворжака, завершённый летом 1894 года. Изначально Дворжак планировал дать сборнику название «Новые шотландские танцы».

## История создания
Во время своего пребывания в Соединенных Штатах с 1892 по 1895 год Дворжак был директором консерватории в Нью-Йорке, за этот период композитор написал и собрал множество необычных музыкальных тем. Он использовал некоторые из них в своих композициях ― в симфонии «Из Нового Света», струнном квартете № 12, квинтете Es-dur и сонатине для скрипки, но большинство из мотивов так и оставались неиспользованными.
В 1894 году Дворжак провёл лето со своей семьёй в Чехии, в Пршибраме. В это время Дворжак начал работать над собранным материалом и сочинять новый цикл коротких фортепианных пьес. 19 июля 1894 года Дворжак набросал первую (в хронологическом порядке) юмореску си мажор (занимающую шестое место в цикле). Процесс сочинения «Юморесок» композитор завершил 27 августа 1894 года. Пьесы были опубликованы издательством «Зимрок» осенью того же года.

## Список
Цикл включает в себя восемь пьес:
1. Vivace (ми-бемоль минор)
2. Poco andante (си мажор)
3. Poco andante e molto cantabile (ля-бемоль мажор)
4. Poco andante (фа мажор)
5. Vivace (ля минор)
6. Poco allegretto (си мажор)
7. Poco lento e grazioso (соль-бемоль мажор)
8. Poco andante — Vivace – Meno mosso, quasi Tempo I (си-бемоль минор)

Наиболее известной является юмореска № 7. По мнению музыкального критика Дэвида Гурвица, «седьмая юмореска <…> является самой известной небольшой фортепианной пьесой, когда-либо написанной после «К Элизе».
В начале XX века музыкант Ян Кубелик создал аранжировку седьмой юморески для скрипки и фортепиано.